# Marie-Geneviève Bouliard
Marie-Geneviève Bouliard (Parijs, 1762, 1763 of 1772 - Vindecy, 9 oktober 1825) was een Frans kunstschilder

## Biografie
Bouliard werd geboren in Parijs, in 1762, 1763 of 1772 als enige dochter van een modeontwerper uit Baugé in Anjou. Ze bezocht de ateliers van Joseph-Benoît Suvée, Jean-Baptiste Greuze, Joseph Siffrein Duplessis en ten slotte Jean-Joseph Taillasson. Haar productie was vooral hoog tijdens de revolutionaire periode, zoals blijkt uit de catalogi van de Salons van 1791 tot 1817. Ze ontving de aanmoedigingsprijs van het Salon van 1791. Ze maakte volgens Jules Renouvier, auteur van "Histoire de L'Art Pendant La Revolution" (1863), deel uit van "de elite van portrettisten" tijdens de revolutionaire periode.
Ze stierf in het Château d'Arcy in Vindecy op 9 oktober 1825.
Haar werk Portrait présumé de Mademoiselle Bélier werd opgenomen in het boek Women Painters of the World uit 1905.

## Werken (selectie)
- 1791 : Tête de Femme couronnée de roses, locatie onbekend.
- 1792 : Portrait de Monsieur Olive et de sa famille, Musée des Beaux-Arts de Nantes.
- 1792 : Zelfportret als Pasadena, Norton Simon Museum.
- 1792 : Portrait d'un Conventionnel, locatie onbekend.
- 1794 : Autoportrait en Aspasia, Musée des Beaux-Arts d'Arras.
- 1796 : Portrait de la citoyenne Gambs, Salon van 1796, locatie onbekend
- 1796 : Portrait du citoyen Mazade, administrateur du théâtre des Arts, Salon van 1796, locatie onbekend.
- 1796 : Portrait de la citoyenne Mazade, Salon van 1796, locatie onbekend.
- 1796 : Portrait d'Alexandre Lenoir, Salon van 1796, no 61, musée Carnavalet, Parijs.
- 1796 : Portrait d’Adélaïde Binart, épouse Lenoir, Salon van 1796, musée Carnavalet, Parijs.
- 1796 : Portrait de la citoyenne Arnould, Salon van 1796, locatie onbekend.
- 1796 : Aspasie, Salon van 1796, zelfportret, locatie onbekend.
- 1796 : Plusieurs têtes de femmes, Salon van 1796, locatie onbekend.
- 1796 : Aspasie et deux têtes d'étude, Salon van 1796, locatie onbekend.
- 1798 : Une femme couverte d'un voile noir, Salon van 1798, locatie onbekend.
- 1798 : Une femme tenant une flûte, Salon van 1798, locatie onbekend.
- 1798 : Les enfans du C. Vernet, peintre, se tenant embrassés, Salon van 1798, locatie onbekend.
- 1819 : Portrait d'homme, locatie onbekend.
- Portrait de l'artiste, olieverf op doek, Musée des Beaux-Arts de Dijon.
- Jeune fille au panier de pommes, locatie onbekend.
- Portrait de jeune femme au fichu blanc, locatie onbekend.
- Portrait de Talleyrand, locatie onbekend.
- Portrait de jeune homme, locatie onbekend.

## Galerij

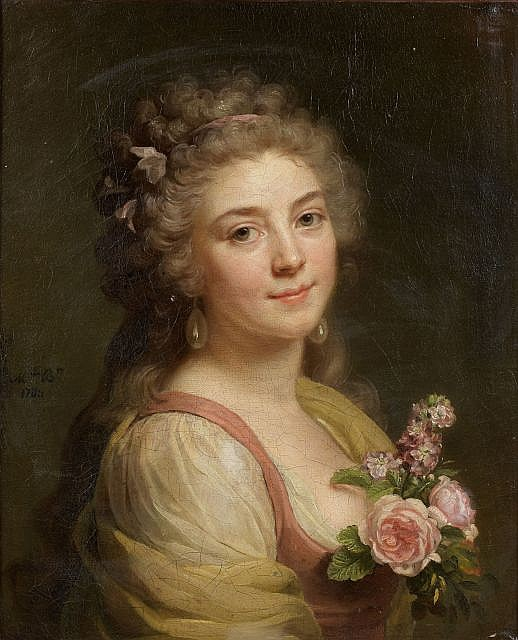
Portrait de femme au corsage fleuri, ofwel Portrait présumé de Mademoiselle Bélier (1785)
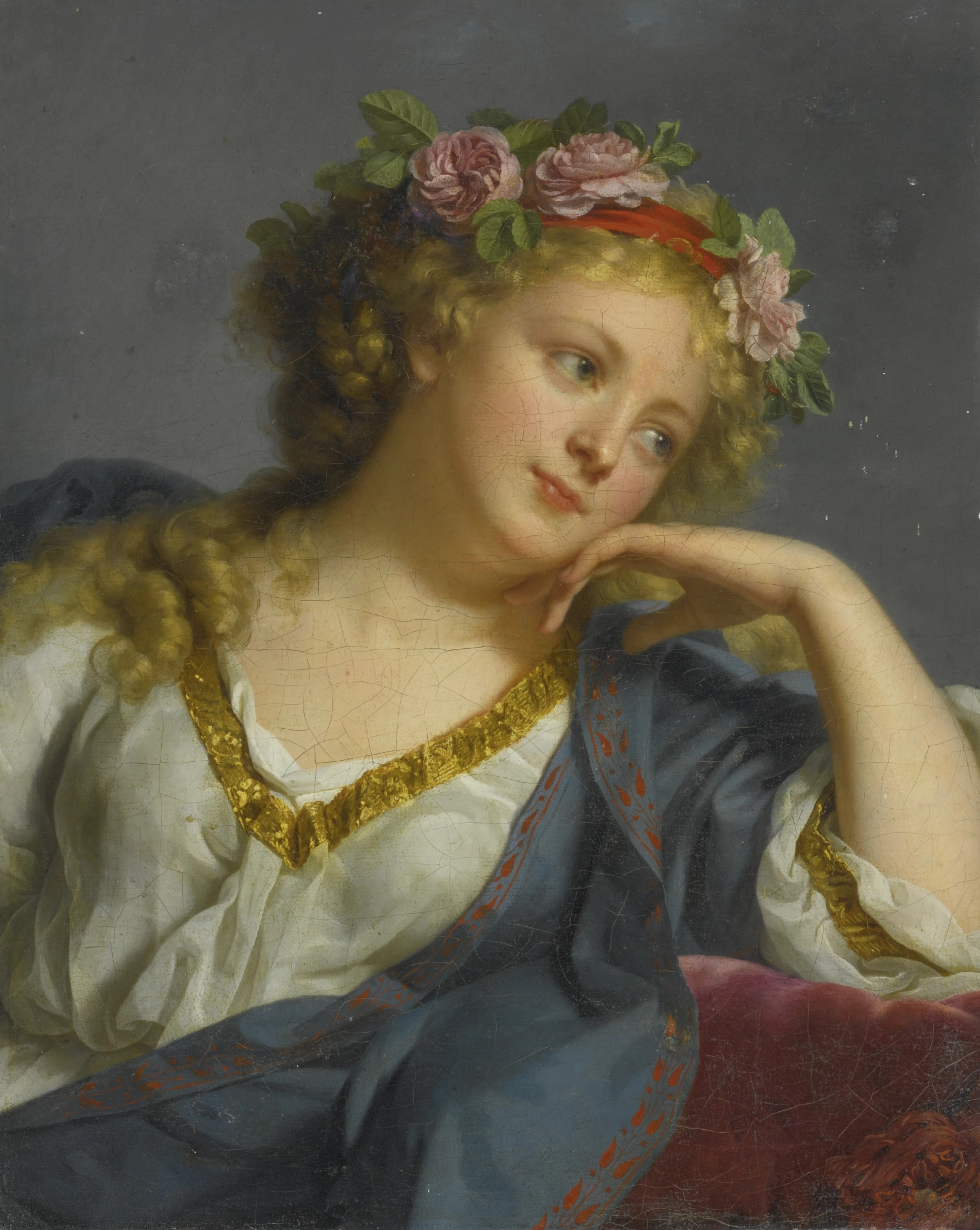
Tête de Femme couronnée de roses (1791)
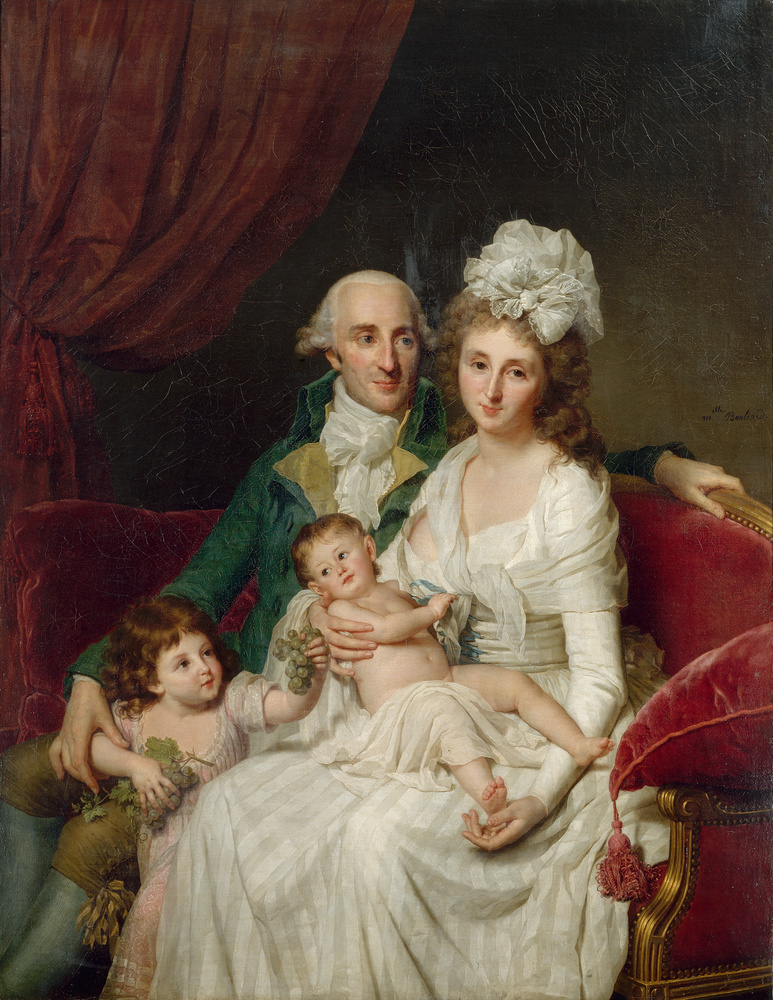
Portrait de Monsieur Olive, trésorier des États de Bretagne, avec sa famille (tussen 1791 en 1792), musée des Beaux-Arts de Nantes
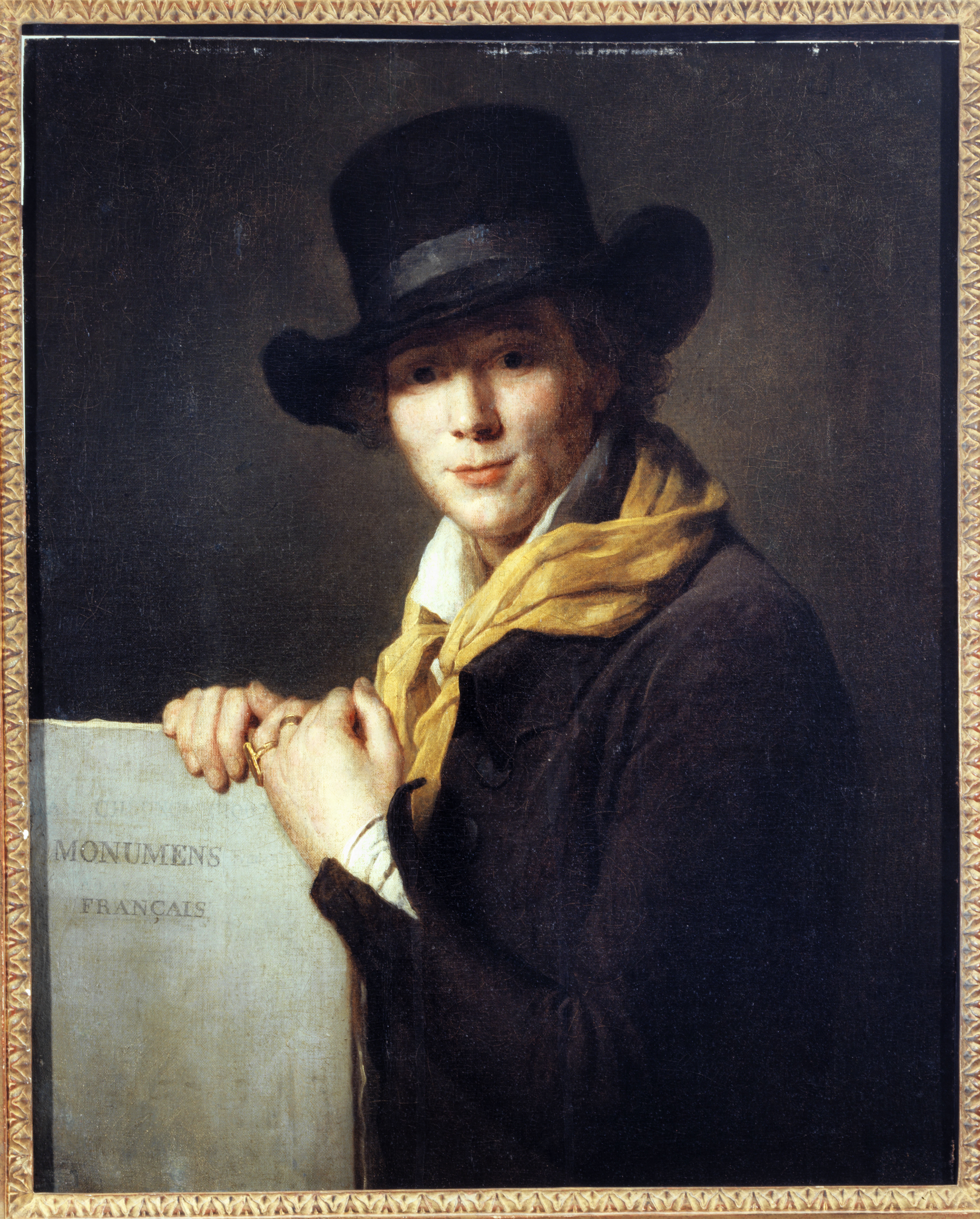
Portrait d'Alexandre Lenoir (1796), musée Carnavalet, Parijs
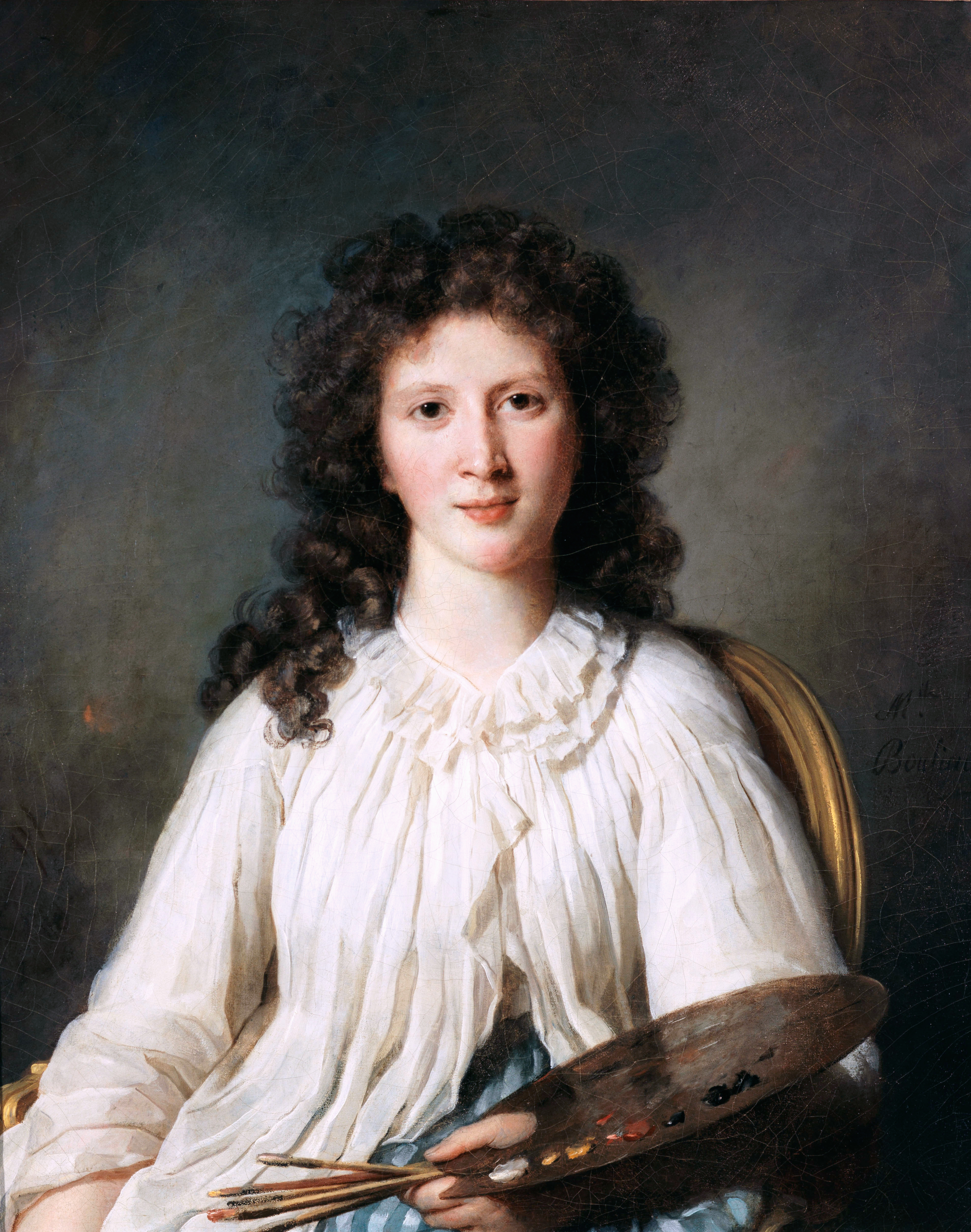
Portrait d’Adélaïde Binart (1796), musée Carnavalet, Parijs
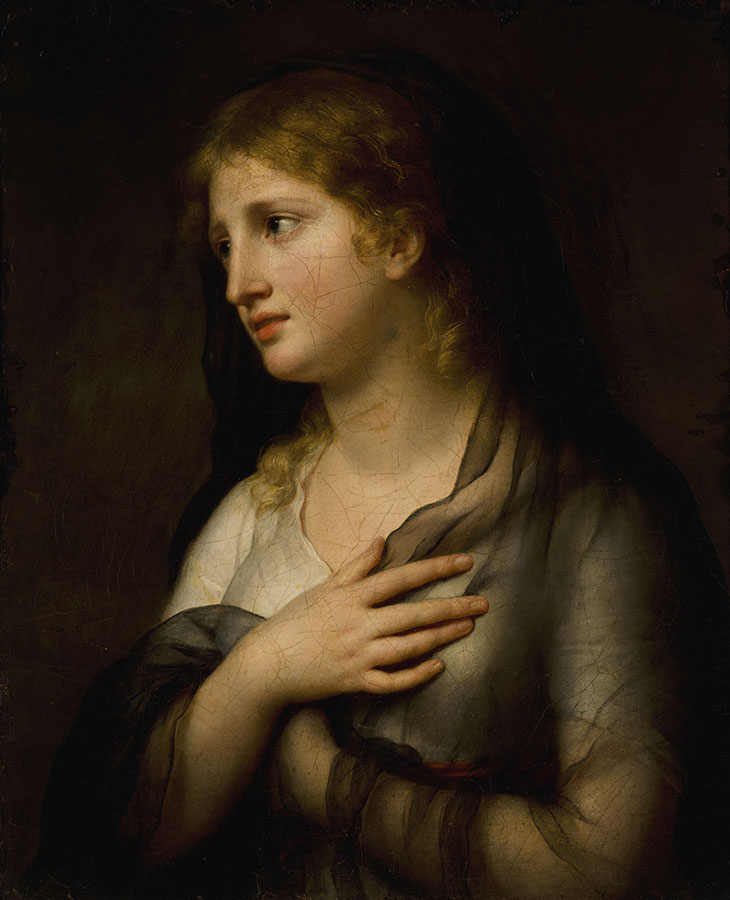
Portrait de femme, Museo Nacional de Bellas Artes, Havana

- Bibliothèque nationale de France: cb14970357h (data)
- Gemeinsame Normdatei: 139945202
- International Standard Name Identifier: 0000 0000 6661 7354
- RKD-Nederlands Instituut voor Kunstgeschiedenis: 11420
- Système universitaire de documentation: 189760931
- Union List of Artist Names: 500024337
- Virtual International Authority File: 103269150